# Maurice Rich
Maurice Rich, född 20 januari 1932, död 22 oktober 2022, var en friidrottare från Australien. Han deltog vid olympiska sommarspelen 1956.